# Comuna Vlădeni, Botoșani
Vlădeni este o comună în județul Botoșani, Moldova, România, formată din satele Brehuiești, Hrișcani, Huțani, Mândrești și Vlădeni (reședința).
Scurt istoric:
Comuna Vlădeni se află în partea stângă a cursului superior al râului Siret, fiind traversat în partea sa sudică de DN 29 care face legătura dintre Botoșani și Suceava. Prima locație a satului a fost pe malul Siretului la locul numit azi „Seliște”, însă din motive necunoscute, în jurul anului 1716 locuitorii sunt strămutați pe actuala vatră a satului.
Despre denumirea localității știm că logofătul Isaia, în timpul domnitorului Alexandru cel Bun primește un privilegiu asupra moșiei Vlădeni de pe Siret unde fusese boier Oreș, fiul lui Vlad și de la acesta din urmă se pare că a apărut numele Vlădeni .
La data de 14 martie 1489, voievodul Stefan cel Mare cumpără moșia cu 350 zloți tătărești de la nepoții logofătului Isaia și o dă în proprietatea mănăstirii Voroneț, pentru ca mai apoi să o dea în administrarea mănăstirii Putna.
În anul 1765, Alexandru Mavrocordat dăruiește moșia Vlădeni boierului Iordache Balș.
Până la anul 1906, în actuala vatră a satului, a existat o bisericuță de lemn cu hramul „Sfântul Nicolae” care a fost închisă în anul mai sus amintit de o comisie a Sfintei Mitropolii deoarece era în pericol iminent de a se dărâma .
În anul 1906, preotul Ioan Gavriliu (proaspăt hirotonit) a luat inițiativa ridicării unei biserici de zid de dimensiuni mai mari.

## Demografie
Componența etnică a comunei Vlădeni
     Români (93,42%)
     Alte etnii (0,07%)
     Necunoscută (6,51%)
Componența confesională a comunei Vlădeni
     Ortodocși (85,84%)
     Penticostali (5,28%)
     Alte religii (1,62%)
     Necunoscută (7,26%)
Conform recensământului efectuat în 2021, populația comunei Vlădeni se ridică la 4.561 de locuitori, în creștere față de recensământul anterior din 2011, când fuseseră înregistrați 4.560 de locuitori. Majoritatea locuitorilor sunt români (93,42%), iar pentru 6,51% nu se cunoaște apartenența etnică. Din punct de vedere confesional, majoritatea locuitorilor sunt ortodocși (85,84%), cu o minoritate de penticostali (5,28%), iar pentru 7,26% nu se cunoaște apartenența confesională.

## Politică și administrație
Comuna Vlădeni este administrată de un primar și un consiliu local compus din 13 consilieri. Primarul, Voicu Murariu[*], de la Partidul Social Democrat, este în funcție din 2000. Începând cu alegerile locale din 2024, consiliul local are următoarea componență pe partide politice:
|  | Partid                          | Consilieri | Componența Consiliului | Componența Consiliului | Componența Consiliului | Componența Consiliului | Componența Consiliului |
|  | ------------------------------- | ---------- | ---------------------- | ---------------------- | ---------------------- | ---------------------- | ---------------------- |
|  | Partidul Social Democrat        | 5          |                        |                        |                        |                        |                        |
|  | Partidul Național Liberal       | 4          |                        |                        |                        |                        |                        |
|  | Alianța pentru Unirea Românilor | 2          |                        |                        |                        |                        |                        |
|  | Partidul S.O.S. România         | 1          |                        |                        |                        |                        |                        |
|  | Podariu Onica-Daniela           | 1          |                        |                        |                        |                        |                        |